# Tania Verstak
Tania Verstak (Tientsin, 1942) è una modella australiana, vincitrice del concorso Miss Australia 1961 e Miss International 1962.

## Vita privata
Dopo l'anno di regno, sposò l'imprenditore di Perth Peter Young, ed ebbe una figlia, l'attrice Nina Young.